# Датирање
Датирање (према лат. datum — оно што је дато; у средњовјековној формули data littera — дато слово, датум, акта), одређивање времена (дана или године) када је нешто настало.
У књижевности, одређивање времена када је настало или се појавило штампано или рукописано дјело на коме то није назначено. Због тешкоћа око тачног одређивавања времена настанка недатираних дјела узима се приближно вријеме: најраније и најкасније могуће вријеме настанка (terminus post quem non и terminus ante quem non), а ради оријентације истраживач се ослања на значајне догађаје из пишчевог живота, упоређује одговарајуће дјело са другим дјелима, анализира језик, стих, технику, мисаони свијет, користи кореспонденцију (преписку), мемоаре и друге забиљешке савременика, изучава водене знаке на хартији (филигране), орнаменте и др.
У геолошким наукама се односи на методе одређивања старости стијена и минерала. Примјењујући добијене информације, геолози могу дешифровати посљедњих 4600 милиона година историје планете Земље. Дешавања у геолошкој прошлости као што су уздизање планинских вијенаца, отварање и затварање мора, плављење континенталних зона и климатске промјене, региструју се у слојевима земљине коре. 

## Развој релативних и апсолутних метода датирања
У 19. вијеку и са тада постојећим техникама, геолози су могли саставити само релативну временску скалу, тако да су старост Земље и геолошка времена те скале, остали непознати до почетка 20. вијека. Нешто касније, након открића радиоактивности, развијене су радиометријске методе датирања. Преко њих је постало могуће кориговати релативну скалу геолошког времена и креирати апсолутну методу датирања. 
Релативна скала је произведена примјеном принципа стратиграфије. Један од њих је закон суперпозиције који каже да у једном низу слојева без пертурбација, млађи слојеви леже над старијим. 
Могуће је довести у везу слојеве стијена са различитих мјеста и континената, базирајући се на фосилима који се у њима налазе. Успостављањем нових међувеза, геолози су почели стварати велике групе које су постале основа подјеле геолошког времена у широке блокове. На тај начин, историја Земље је подијељена у четири геолошка доба, прекамбријум, палеозоик, мезозоик и кенозоик, који су даље подијељени у геолошке ере. Ова класификација је основа геолошких студија.

## Апсолутне методе датирања
Иако је развој радиометријских техника био први и главни напредак за успостављање апсолутне временске скале, такође су створене друге методе са ограниченом примјеном. Међу најважнијим су дендрохронологија, анализа наслага седиментних стијена и датирање преко хидратације и термолуминисценције.

### Дендрохронологија
Овај се метод датирања догађаја и услова у прошлости заснива на количини, обиму и густини годова на живим стаблима дрвећа, што омогућава дендрохронолозима прецизно датирање климатских промјена у посљедњих двије или три хиљаде година.